# Liste auflagenstärkster Zeitschriften
Dies sind Listen von Zeitschriften sortiert nach ihrer Auflagenhöhe und Regionen.

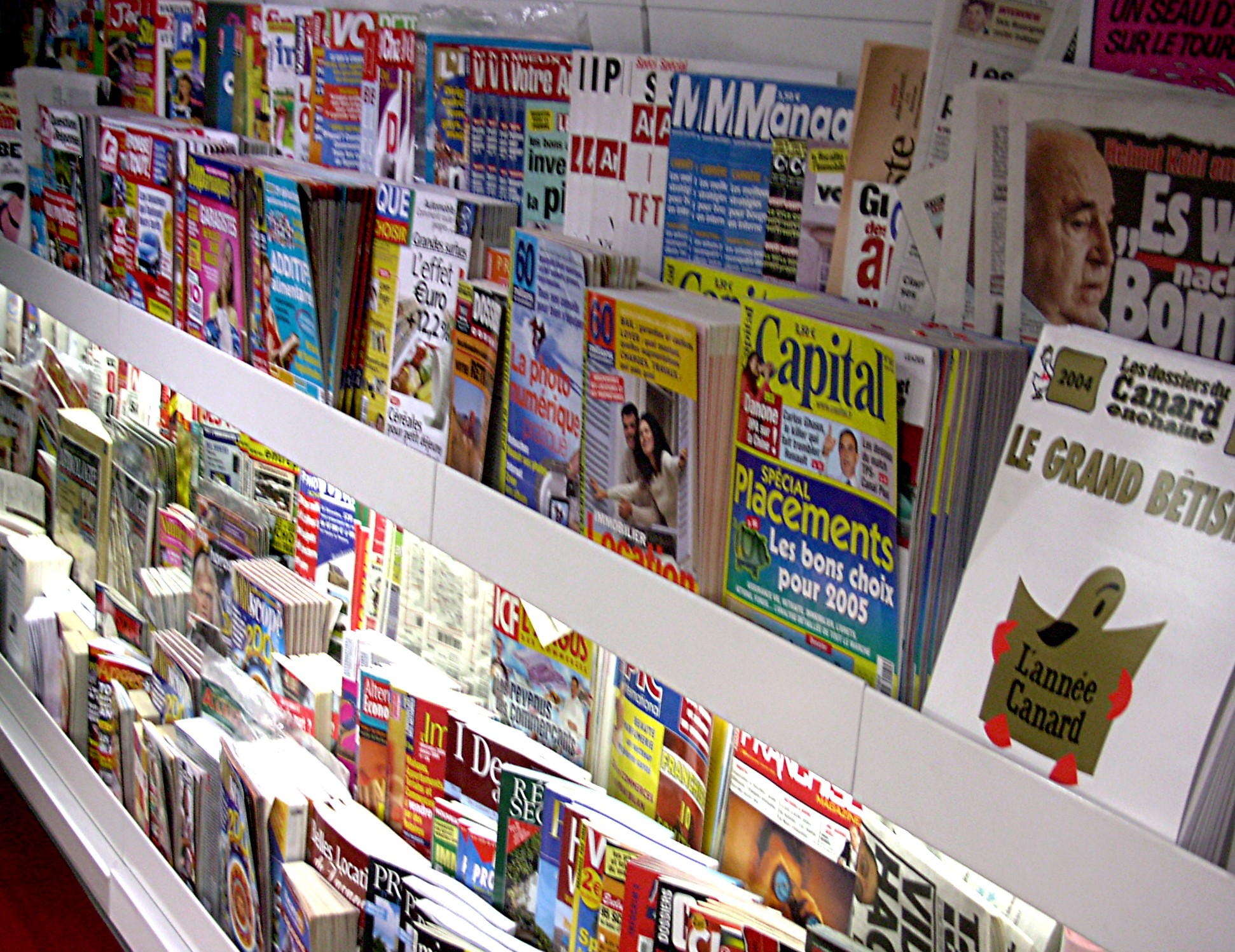
Zeitschriften

## Weltweit
Die folgende Liste zeigt weltweit erscheinende Zeitschriften sortiert nach Auflagenhöhen.
| Rang | Name                                             | Auflagenhöhe | Sprachen | Zyklus         | Andere Formate                                                       | Gründungsjahr | Verlag                             |
| ---- | ------------------------------------------------ | ------------ | -------- | -------------- | -------------------------------------------------------------------- | ------------- | ---------------------------------- |
| 1    | Watchtower (deutsche Bezeichnung: der Wachtturm) | 83.449.000   | 338      | Jeden 2. Monat | Großdruck, Brailleschrift, MOBI, RTF, BRL, E-Book, MP3, AAC, CD, DVD | 1879          | Watchtower Bible and Tract Society |
| 2    | Awake! (deutsche Bezeichnung: Erwachet!)         | 78.282.000   | 208      | Jeden 2. Monat | E-Book, MP3, AAC, CD                                                 | 1919          | Watchtower Bible and Tract Society |
| 3    | AARP The Magazine                                | 23.721.626   | 1        | Halbmonatlich  |                                                                      | 1958          | AARP                               |
| 4    | AARP Bulletin                                    | 23.574.328   | 1        | Halbmonatlich  |                                                                      | 1960          | AARP                               |

## Liste nach Region/Land
Im Folgenden finden sich Listen von Zeitschriften in ausgewählten Regionen/Ländern, sortiert bei Auflagenhöhe in bestimmten Perioden.

### Asien
Dies ist eine unvollständige Liste von Zeitschriften aus mehreren asiatischen Ländern sortiert nach ihrer Auflagenhöhe im ersten Quartal 2009.
| Rang | Name                 | Auflagenhöhe | Verlag                              |
| ---- | -------------------- | ------------ | ----------------------------------- |
| 1    | Caijing              | 220.000      | SEEC Media Group                    |
| 2    | GATRA                | 145.000      | Indonesian weekly News Magazines    |
| 3    | This Month in Taiwan | 50.000       | China Commercial Service Group Inc. |
| 5    | Donya ye Bazi        | 20.000       | Babak Namazian                      |

### Australien
Dies ist eine Liste australischer Zeitschriften sortiert nach ihrer Auflagenhöhe vom Dezember 2012.
| Rang | Name                        | Auflagenhöhe | Gründungsjahr | Verlag                          |
| ---- | --------------------------- | ------------ | ------------- | ------------------------------- |
| 1    | Australian Women’s Weekly   | 470.331      | 1933          | Bauer Media Group               |
| 2    | Better Homes And Gardens    | 388.110      | 1979          | Pacific Magazines               |
| 3    | Woman’s Day                 | 350.495      | 1953          | Bauer Media Group               |
| 4    | New Idea                    | 293.031      | 1902          | Pacific Magazines               |
| 5    | That’s Life!                | 218.161      | 1994          | Pacific Magazines               |
| 6    | Reader’s Digest             | 205.807      | 1946          | The Reader’s Digest Association |
| 7    | Take 5                      | 180.110      | 1998          | Bauer Media Group               |
| 8    | Super Food Ideas            | 163.292      |               | NewsLifeMedia                   |
| 9    | TV Week                     | 155.664      | 1957          | Bauer Media Group               |
| 10   | Who                         | 126.124      | 1992          | Pacific Magazines               |
| 11   | Delicious                   | 115.162      | 2001          | NewsLifeMedia                   |
| 12   | Australian House and Garden | 113.105      | 1948          | Bauer Media Group               |
| 13   | Recipes+                    | 110.027      | 2003          | Bauer Media Group               |
| 14   | Cosmopolitan                | 105.212      |               | Bauer Media Group               |
| 15   | NW                          | 100.494      | 1993          | Bauer Media Group               |
| 16   | Donna Hay                   | 97.033       | 2001          | NewsLifeMedia                   |
| 17   | Women’s Health              | 92.596       | 2005          | Pacific Magazines               |
| 18   | Marie Claire                | 90.519       | 1995          | Pacific Magazines               |
| 19   | Dolly                       | 90.175       | 1970          | Bauer Media Group               |
| 20   | OK!                         | 90.096       | 2004          | Bauer Media Group               |
| 21   | Famous                      | 86.056       |               | Pacific Magazines               |
| 22   | Club Marine                 | 85.004       |               | Allianz SE                      |
| 23   | Family Circle               | 84.358       |               | Pacific Magazines               |
| 24   | Woolworths Good Taste       | 82.388       | 1996          | NewsLifeMedia                   |
| 25   | Al Muslim                   | 82.339       | 1985          | Al Khair Group                  |

### Deutschland
Liste deutscher Zeitschriften sortiert nach verkauften Auflagen im vierten Quartal 2014 gem. Informationsgemeinschaft zur Feststellung der Verbreitung von Werbeträgern e. V. (IVW).
In der Übersicht sind nur die Gruppen
- Publikum(szeitschriften)
- Fach(zeitschriften) und
- Kunden(zeitschriften)

enthalten und keine Supplements (rtv, Prisma, chrismon, Kultur SPIEGEL, ZEITmagazin Leben, SZ-Magazin etc.).
| Rang | Titel                                                  | Auflage   | Gruppe   | Sachgruppe                          | Verlag / Herausgeber                              |
| ---- | ------------------------------------------------------ | --------- | -------- | ----------------------------------- | ------------------------------------------------- |
| 1    | Apotheken-Umschau                                      | 9.616.642 | Kunden   | Apotheken/Medizin/Gesundheit        | Wort & Bild Verlag                                |
| 2    | Bleibgesund                                            | 6.423.491 | Kunden   | Medizin/Gesundheit                  | wdv-Gruppe                                        |
| 3    | ADAC Motorwelt                                         | 4.072.934 | Publikum | Motorpresse                         | ADAC                                              |
| 4    | bleibgesund 60                                         | 3.192.922 | Kunden   | Medizin/Gesundheit                  | wdv-Gruppe                                        |
| 5    | tv14                                                   | 2.389.661 | Publikum | Programmzeitschriften               | Bauer Media Group                                 |
| 6    | metallzeitung                                          | 2.227.205 | Publikum | Aktuelle Zeitschriften und Magazine | IG Metall                                         |
| 7    | ver.di PUBLIK                                          | 1.899.122 | Publikum | Sonstige Zeitschriften National     | ver.di                                            |
| 8    | TV Digital                                             | 1.771.022 | Publikum | Programmzeitschriften               | Funke Mediengruppe                                |
| 9    | Ratgeber/Meine Apotheke                                | 1.728.602 | Kunden   | Apotheken/Medizin/Gesundheit        | Gebr. Storck GmbH & Co. Verlags-oHG               |
| 10   | Senioren Ratgeber                                      | 1.727.317 | Kunden   | Apotheken/Medizin/Gesundheit        | Wort & Bild Verlag                                |
| 11   | Mit Liebe - Das Genussmagazin                          | 1.668.550 | Kunden   | Lebensmittel/Kochen/Haushalt        | EDEKA Verlagsgesellschaft mbH                     |
| 12   | Das Haus                                               | 1.598.049 | Publikum | Wohn- und Gartenzeitschriften       | Hubert Burda Media                                |
| 13   | Mein Eigenheim, Wohnen & Leben                         | 1.586.533 | Publikum | Wohn- und Gartenzeitschriften       | J.Fink Verlag GmbH & Co. KG                       |
| 14   | VdK-Zeitung                                            | 1.559.980 | Publikum | Aktuelle Zeitschriften und Magazine | Sozialverband VdK Deutschland                     |
| 15   | medizini                                               | 1.491.475 | Kunden   | Apotheken/Medizin/Gesundheit        | Wort & Bild Verlag                                |
| 16   | Wohnglück                                              | 1.404.263 | Publikum | Wohn- und Gartenzeitschriften       | BELLEVUE AND MORE GmbH                            |
| 17   | Diabetes Ratgeber                                      | 1.200.450 | Kunden   | Apotheken/Medizin/Gesundheit        | Wort & Bild Verlag                                |
| 18   | TV Direkt                                              | 1.185.933 | Publikum | Programmzeitschriften               | Funke Mediengruppe                                |
| 19   | TV-Movie                                               | 1.166.838 | Publikum | Programmzeitschriften               | Bauer Media Group                                 |
| 20   | Hörzu                                                  | 1.125.985 | Publikum | Programmzeitschriften               | Funke Mediengruppe                                |
| 21   | vigo Gesundheit - Das Kundenmagazin                    | 1.121.050 | Kunden   | Medizin/Gesundheit                  | wdv-Gruppe                                        |
| 22   | Johanniter                                             | 1.106.507 | Publikum | Gesundheitsmagazine                 | Die Johanniter                                    |
| 23   | ASB Magazin                                            | 1.104.904 | Publikum | Gesundheitsmagazine                 | Arbeiter-Samariter-Bund Deutschland               |
| 24   | Wohnen - Das Magazin für Bauen, Einrichten & Lebensart | 1.056.140 | Publikum | Wohn- und Gartenzeitschriften       | HMC Verlag Hamburg Media Company GmbH             |
| 25   | Landlust – Die schönsten Seiten des Landlebens         | 1.040.119 | Publikum | Wohn- und Gartenzeitschriften       | Landwirtschaftsverlag Münster                     |
| 26   | on job                                                 | 1.009.720 | Kunden   | Medizin/Gesundheit                  | wdv-Gruppe                                        |
| 27   | Neue Apotheken Illustrierte                            | 1.007.370 | Kunden   | Apotheken/Medizin/Gesundheit        | Bundesvereinigung Deutscher Apothekerverbände     |
| 28   | TV Spielfilm                                           | 934.291   | Publikum | Programmzeitschriften               | Hubert Burda Media                                |
| 29   | Auf einen Blick                                        | 921.049   | Publikum | Programmzeitschriften               | Bauer Media Group                                 |
| 30   | Schrot & Korn Naturkostmagazin                         | 888.063   | Kunden   | Lebensmittel                        | Bio Verlag GmbH                                   |
| 31   | Der Spiegel                                            | 843.085   | Publikum | Aktuelle Zeitschriften und Magazine | SPIEGEL-Verlag                                    |
| 32   | Bild der Frau                                          | 832.226   | Publikum | Wöchentliche Frauenzeitschriften    | Funke Mediengruppe                                |
| 33   | extra / tour                                           | 774.431   | Publikum | Reisezeitschriften                  | Deutsches Jugendherbergswerk                      |
| 34   | Freizeit Revue                                         | 764.162   | Publikum | Wöchentliche Frauenzeitschriften    | Hubert Burda Media                                |
| 35   | Baby und Familie                                       | 749.425   | Kunden   | Apotheken/Medizin/Gesundheit        | Wort & Bild Verlag                                |
| 36   | KONPRESS                                               | 731.664   | Publikum | Konfessionelle Zeitschriften        | KONPRESS-Medien eG                                |
| 37   | Stern                                                  | 725.959   | Publikum | Aktuelle Zeitschriften und Magazine | Gruner + Jahr                                     |
| 38   | JUNIOR Kinderzeitschriften                             | 679.795   | Kunden   | Apotheken/Medizin/Gesundheit        |                                                   |
| 39   | on                                                     | 654.628   | Kunden   | Medizin/Gesundheit                  | wdv-Gruppe                                        |
| 40   | TV Hören und Sehen                                     | 653.399   | Publikum | Programmzeitschriften               | Bauer Media Group                                 |
| 41   | MieterZeitung                                          | 643.231   | Kunden   | Sonstige                            | Deutscher Mieterbund                              |
| 42   | Kompakt                                                | 639.690   | Publikum | Sonstige Zeitschriften National     | IG Bergbau, Chemie, Energie                       |
| 43   | DAV Panorama                                           | 638.493   | Publikum | Sportzeitschriften                  | Deutscher Alpenverein                             |
| 44   | NurTV                                                  | 618.623   | Publikum | Programmzeitschriften               | Funke Mediengruppe                                |
| 45   | Neue Post                                              | 613.572   | Publikum | Wöchentliche Frauenzeitschriften    | Bauer Media Group                                 |
| 46   | ACE-Lenkrad                                            | 580.877   | Publikum | Motorpresse                         | Auto Club Europa                                  |
| 47   | Der Vermögensberater                                   | 564.270   | Publikum | Wirtschaftspresse                   | Deutsche Vermögensberatung                        |
| 48   | tv pur                                                 | 561.959   | Publikum | Programmzeitschriften               | Bauer Media Group                                 |
| 49   | DBB-Magazin                                            | 542.491   | Fach     | Recht und Verwaltung                | dbb beamtenbund und tarifunion                    |
| 50   | Fondsmagazin                                           | 538.389   | Kunden   | Finanzdienstleistungen              |                                                   |
| 51   | Brigitte                                               | 533.661   | Publikum | 14-tägliche Frauenzeitschriften     | Gruner + Jahr                                     |
| 52   | rotkreuzmagazin für Mitglieder, Freunde und            | 531.254   | Publikum | Gesundheitsmagazine                 |                                                   |
| 53   | Bunte                                                  | 519.570   | Publikum | Aktuelle Zeitschriften und Magazine | Hubert Burda Media                                |
| 54   | Focus                                                  | 508.489   | Publikum | Aktuelle Zeitschriften und Magazine | Hubert Burda Media                                |
| 55   | HausArzt - PatientenMagazin                            | 479.450   | Kunden   | Apotheken/Medizin/Gesundheit        | Wort & Bild Verlag                                |
| 56   | Frau und Mutter                                        | 474.649   | Publikum | Monatliche Frauenzeitschriften      | Katholische Frauengemeinschaft Deutschlands       |
| 57   | Auto Bild                                              | 461.539   | Publikum | Motorpresse                         | Axel Springer                                     |
| 58   | mkv Apotheken-Kombi TV Gesund & Leben, LindaMagazin    | 458.807   | Kunden   | Apotheken/Medizin/Gesundheit        | mkv medienkontor Verlagsgesellschaft mbH & Co. KG |
| 59   | Funk Uhr                                               | 453.550   | Publikum | Programmzeitschriften               | Axel Springer                                     |
| 60   | eve Magazin                                            | 441.139   | Kunden   | Lebensmittel                        | TERRITORY CTR GmbH                                |
| 61   | Das Neue Blatt                                         | 433.918   | Publikum | Wöchentliche Frauenzeitschriften    | Bauer Media Group                                 |
| 62   | Freizeitwoche                                          | 427.633   | Publikum | Wöchentliche Frauenzeitschriften    | Bauer Media Group                                 |
| 63   | vigo GESUNDHEIT 65                                     | 425.688   | Kunden   | Medizin/Gesundheit                  |                                                   |
| 64   | SoVD Zeitung - Soziales im Blick                       | 410.809   | Fach     | Sonstige                            |                                                   |
| 65   | Tina                                                   | 403.493   | Publikum | Wöchentliche Frauenzeitschriften    | Bauer Media Group                                 |
| 66   | Reader´s Digest Das Beste                              | 401.698   | Publikum | Aktuelle Zeitschriften und Magazine | Reader’s Digest Association                       |
| 67   | Vorwärts                                               | 394.892   | Publikum | Sonstige Zeitschriften National     | Sozialdemokratische Partei Deutschlands           |
| 68   | Meine Familie & ich                                    | 390.339   | Publikum | Esszeitschriften                    |                                                   |
| 69   | Fernsehwoche                                           | 388.280   | Publikum | Programmzeitschriften               | Bauer Media Group                                 |
| 70   | Die Aktuelle                                           | 369.428   | Publikum | Wöchentliche Frauenzeitschriften    | FUNKE Women Group GmbH                            |
| 71   | Freundin                                               | 366.039   | Publikum | 14-tägliche Frauenzeitschriften     | Hubert Burda Media                                |
| 72   | Sport Bild                                             | 357.910   | Publikum | Sportzeitschriften                  | Axel Springer                                     |
| 73   | Familienheim und Garten                                | 357.712   | Fach     | Freizeit und Hobby                  |                                                   |
| 74   | InStyle                                                | 357.418   | Publikum | Monatliche Frauenzeitschriften      | Hubert Burda Media                                |
| 75   | Freizeit Spass                                         | 356.487   | Publikum | Wöchentliche Frauenzeitschriften    | Hubert Burda Media                                |
| 76   | auto motor und sport                                   | 352.622   | Publikum | Motorpresse                         | Motor Presse Stuttgart                            |
| 77   | Deutsches Ärzteblatt                                   | 351.982   | Fach     | Medizin und Gesundheitswesen        | Deutscher Ärzte-Verlag                            |
| 78   | Laviva                                                 | 335.934   | Publikum | Monatliche Frauenzeitschriften      | Axel Springer Vertriebsservice GmbH               |
| 79   | mein schönes Land                                      | 335.330   | Publikum | Wohn- und Gartenzeitschriften       |                                                   |
| 80   | Computer Bild                                          | 334.720   | Publikum | IT-/Telekommunikationszeitschriften | Axel Springer                                     |
| 81   | TV für mich                                            | 334.400   | Publikum | Programmzeitschriften               | Gong Verlag                                       |
| 82   | Lufthansa Magazin Exclusive                            | 317.446   | Kunden   | Reisen/Verkehrsgesellschaften       |                                                   |
| 83   | Gala                                                   | 315.745   | Publikum | Aktuelle Zeitschriften und Magazine | Gruner + Jahr                                     |
| 84   | Glamour                                                | 314.832   | Publikum | Monatliche Frauenzeitschriften      | Condé Nast Verlag                                 |
| 85   | SUPERillu                                              | 314.807   | Publikum | Aktuelle Zeitschriften und Magazine | Hubert Burda Media                                |
| 86   | Gartenfreund/Siedlung und Eigenheim                    | 314.601   | Publikum | Wohn- und Gartenzeitschriften       |                                                   |
| 87   | Naturschutz heute                                      | 313.871   | Publikum | Naturzeitschriften                  | NABU Media-Agentur                                |
| 88   | Für Sie                                                | 307.310   | Publikum | 14-tägliche Frauenzeitschriften     | Jahreszeiten Verlag                               |
| 89   | Deutsches Ärzteblatt Kombi Praxis/Klinik               | 297.952   | Fach     | Medizin und Gesundheitswesen        |                                                   |
| 90   | Mein schöner Garten                                    | 297.636   | Publikum | Wohn- und Gartenzeitschriften       | Hubert Burda Media                                |
| 91   | TV Today                                               | 287.221   | Publikum | Programmzeitschriften               | Hubert Burda Media                                |
| 92   | on uni                                                 | 279.705   | Kunden   | Medizin/Gesundheit                  | wdv-Gruppe                                        |
| 93   | Cosmopolitan                                           | 276.314   | Publikum | Monatliche Frauenzeitschriften      | Bauer Media Group                                 |
| 94   | Land IDEE                                              | 272.838   | Publikum | Wohn- und Gartenzeitschriften       | Funke Mediengruppe                                |
| 95   | Frau im Trend                                          | 272.295   | Publikum | Wöchentliche Frauenzeitschriften    | Hubert Burda Media                                |
| 96   | c't magazin für computertechnik                        | 270.517   | Publikum | IT-/Telekommunikationszeitschriften | Heise Zeitschriften Verlag                        |
| 97   | kinder!                                                | 269.841   | Publikum | Elternzeitschriften                 | Junior-Verlag GmbH & Co. KG (Hamburg)             |
| 98   | TV piccolino plus + (TV piccolino+TV Genie+My TV)      | 266.345   | Publikum | Programmzeitschriften               |                                                   |
| 99   | Erziehung und Wissenschaft                             | 263.359   | Fach     | Erziehung und Bildung               | STAMM Verlag GmbH                                 |
| 100  | ACV Profil                                             | 257.700   | Publikum | Motorpresse                         |                                                   |

### Frankreich
Die ist eine Liste französischer Zeitschriften sortiert nach bezahlten Auflagen im Jahr 2010.
| Rang | Name                            | bezahlte Auflagen | Verlag                                                                    |
| ---- | ------------------------------- | ----------------- | ------------------------------------------------------------------------- |
| 1    | TV Magazine                     | 5.854.629         | Groupe Le Figaro                                                          |
| 2    | Version Fémina                  | 3.392.403         | Hachette Filipacchi Médias                                                |
| 3    | Télé Z                          | 1.565.774         | EPM 2000                                                                  |
| 4    | Tele 7 Jours                    | 1.420.417         | Hachette Filipacchi Médias                                                |
| 5    | Dossier Familiar                | 1.165.839         | Uni-Éditions                                                              |
| 6    | Télé Loisirs                    | 1.065.412         | Prisma Presse                                                             |
| 7    | Télé Star                       | 1.065.099         | Mondadori                                                                 |
| 8    | TV Grandes Chaînes              | 1.063.747         | Prisma Presse                                                             |
| 9    | Télé 2 Semaines                 | 1.047.682         | Prisma Presse                                                             |
| 10   | Notre Temps                     | 905.434           | Bayard Presse                                                             |
| 11   | Femme Actuelle                  | 895.846           | Prisma Presse                                                             |
| 12   | Pleine Vie                      | 832.705           | Mondadori                                                                 |
| 13   | Famille et Education            | 783.745           | Apel                                                                      |
| 14   | Télérama                        | 632.184           | Le Monde                                                                  |
| 15   | Paris Match                     | 612.513           | Hachette Filipacchi Médias                                                |
| 16   | Télécable Sat Hebdo             | 602.959           | Groupe Michel Hommell                                                     |
| 17   | Télé Poche                      | 553.084           | Mondadori                                                                 |
| 18   | Viva                            | 512.517           | Coopérative d'Edition de la Vie Mutualiste                                |
| 19   | Le Nouvel Observateur           | 502.442           | Groupe Perdriel                                                           |
| 20   | Le Particulier                  | 463.318           | Particulier et Finances Editions                                          |
| 21   | Prima                           | 460.578           | Prisma Presse                                                             |
| 22   | Maxi                            | 458.566           | Bauer                                                                     |
| 23   | Closer                          | 446.049           | Mondadori                                                                 |
| 24   | Avantages                       | 440.452           | Groupe Marie Claire                                                       |
| 25   | L’Express                       | 436.702           | Roularta                                                                  |
| 26   | Marie Claire                    | 432.315           | Groupe Marie Claire                                                       |
| 27   | Le Figaro Magazine              | 429.079           | Groupe Le Figaro                                                          |
| 28   | Madame Figaro                   | 422.851           | Groupe Le Figaro                                                          |
| 29   | Mutualistes Objectifs et Action | 422.589           | UTEM                                                                      |
| 30   | Modes & Travaux                 | 419.369           | Mondadori                                                                 |
| 31   | Le Point                        | 407.877           | Groupe Artémis                                                            |
| 32   | Public                          | 406.849           | Hachette Filipacchi Médias                                                |
| 33   | France Dimanche                 | 386.997           | Hachette Filipacchi Médias                                                |
| 34   | Elle                            | 382.875           | Hachette Filipacchi Médias                                                |
| 35   | Voici                           | 382.194           | Prisma Presse                                                             |
| 36   | Cosmopolitan                    | 379.660           | Groupe Marie Claire                                                       |
| 37   | Glamour                         | 362.107           | Condé Nast Verlag                                                         |
| 38   | L’Ancien d’Algérie              | 358.860           | Fédération Nationale des Anciens Combattants en Algérie, Maroc et Tunisie |
| 39   | Psychologies                    | 338.174           | Hachette Filipacchi Médias                                                |
| 40   | Ici Paris                       | 337.333           | Hachette Filipacchi Médias                                                |
| 41   | Le Chasseur Français            | 334.797           | Mondadori                                                                 |
| 42   | L’Équipe Magazine               | 332.361           | Éditions Philippe Amaury                                                  |
| 43   | Top Santé                       | 331.158           | Mondadori                                                                 |
| 44   | Télé Magazine                   | 324.286           | Publications Grand Public                                                 |
| 45   | Capital                         | 323.679           | Prisma Presse                                                             |
| 46   | Détente Jardin                  | 312.484           | Uni-Éditions                                                              |
| 47   | Biba                            | 312.150           | Mondadori                                                                 |
| 48   | Maison Créative                 | 310.168           | Uni-Éditions                                                              |
| 49   | Auto Plus                       | 296.785           | Editions Mondadori – Axel Springer                                        |
| 50   | Parents                         | 286.307           | Hachette Filipacchi Médias                                                |

### Indien
Dies ist eine unvollständige Liste indischer Zeitschriften sortiert nach ihrer Auflagenhöhe. Die meisten der indischen Publikationen halten ihre Auflagenzahlen geheim, darunter The Week, Outlook und Frontline, die zusammen mit India Today die größten 4 englischsprachigen Zeitschriften Indiens wären.
| Rang | Name                        | Auflagenhöhe | Verlag                               |
| ---- | --------------------------- | ------------ | ------------------------------------ |
| 1    | Mangalam Weekly             | 1.600.000    | Mangalam Publications                |
| 2    | India Today                 | 1.100.000    | Living Media                         |
| 3    | Reader’s Digest             | 600.000      | Living Media                         |
| 4    | Devputra (children Monthly) | 371.438      | Saraswati Bal klyan Nyas Indore M.P. |
| 5    | Chandamama                  | 200.000      | Geodesic                             |
| 6    | Business Today              | 185.000      | Living Media                         |
| 7    | Tehelka                     | 110.000      | Tarun Tejpal                         |
| 8    | Top Gear                    | 115.000      | Media                                |
| 9    | Coverdrive                  | 123.060      | Media                                |
| 10   | Prestorika                  | 99.000       | Media                                |

### Italien
Dies wird eine unvollständige Liste italienischer Zeitschriften – siehe Kategorie:Zeitschrift (Italien) – Stand 09/2024
| Rang | Name | Auflagenhöhe | Verlag |
| ---- | ---- | ------------ | ------ |
| 1    | Test | 12345        | Test   |
| 2    | Test | 12345        | Test   |
| 3    | Test | 12345        | Test   |
| 4    | Test | 12345        | Test   |
| 5    | Test | 12345        | Test   |

MicroMega 6.000

### Kanada
Dies ist eine Liste kanadischer Zeitschriften sortiert nach ihrer Auflagenhöhe im ersten Halbjahr 2012 laut dem Audit Bureau of Circulations.
| Rang | Name                          | Auflagenhöhe | Verlag                              |
| ---- | ----------------------------- | ------------ | ----------------------------------- |
| 1    | What’s Cooking                | 1.523.454    | Kraft Foods/Meredith Corporation    |
| 2    | Reader’s Digest               | 597.229      | The Reader’s Digest Association     |
| 3    | Chatelaine                    | 550.613      | Rogers Communications               |
| 4    | Canadian Living               | 511.817      | Transcontinental                    |
| 5    | Maclean’s                     | 321.095      | Rogers Communications               |
| 6    | Canadian House & Home         | 248.158      | House & Home Media                  |
| 7    | Style at Home                 | 230.041      | Transcontinental                    |
| 8    | Clean Eating                  | 225.457      | Robert Kennedy Publishing           |
| 9    | Coup de Pouce                 | 206.721      | Transcontinental                    |
| 10   | Oxygen Women’s Fitness        | 200.090      | Robert Kennedy Publishing           |
| 11   | Châtelaine                    | 176.870      | Rogers Communications               |
| 12   | Canadian Geographic           | 168.046      | Royal Canadian Geographical Society |
| 13   | Our Canada                    | 164.656      | The Reader’s Digest Association     |
| 14   | Financial Post Magazine       | 164.047      | Postmedia Network                   |
| 15   | L’actualité                   | 160.054      | Rogers Communications               |
| 16   | Today’s Parent                | 160.035      | Rogers Communications               |
| 17   | Sélection du Reader’s Digest  | 158.531      | The Reader’s Digest Association     |
| 18   | Vervegirl                     | 148.163      | Youth Culture                       |
| 19   | LOU LOU                       | 145.896      | Rogers Communications               |
| 20   | Fashion                       | 141.760      | St. Joseph Communications           |
| 21   | Good Times                    | 133.211      | Transcontinental                    |
| 22   | Elle Canada                   | 131.365      | Transcontinental                    |
| 23   | Hello!                        | 131.129      | Rogers Communications               |
| 24   | Today’s Parent Baby & Toddler | 131.000      | Rogers Communications               |
| 25   | MoneySense                    | 130.106      | Rogers Communications               |
| 26   | Le Bel Age                    | 129.719      | Transcontinental                    |
| 27   | Flare                         | 127.341      | Rogers Communications               |
| 28   | More                          | 120.121      | Transcontinental                    |
| 29   | Today’s Parent Newborn        | 112.500      | Rogers Communications               |
| 30   | The Hockey News               | 104.519      | Transcontinental                    |

### Niederlande
Dies ist eine Liste niederländischer Zeitschriften, sortiert nach ihrer Auflagenhöhe.
| Rang | Name                      | Auflagenhöhe | Verlag                                    |
| ---- | ------------------------- | ------------ | ----------------------------------------- |
| 1    | AutoPrimeurs              | 6.010.904    | Topline Publishing                        |
| 2    | Kampioen                  | 3.440.298    | ANWB                                      |
| 3    | Allerhande (Albert Heijn) | 1.999.999    | MediaPartners Group                       |
| 4    | Boodschappen              | 1.981.283    | Superunie                                 |
| 5    | SPOOR                     | 1.276.782    | Nederlandse Spoorwegen                    |
| 6    | Wathandig (Albert Heijn)  | 991.890      | MediaPartners Group                       |
| 7    | Veronica                  | 827.537      | ProSiebenSat.1 Media                      |
| 8    | Vrouw                     | 704.814      | Telegraaf Media Groep                     |
| 9    | Eigen Huis magazine       | 698.771      | Eigen Huis                                |
| 10   | Film1 Sport1 Gids         | 572.620      | Chello Benelux                            |
| 11   | Zorgbelang                | 512.876      | Zorgbelang                                |
| 12   | Mooi                      | 495.765      | Etos                                      |
| 13   | Villa d’Arte              | 467.854      | Argo Media Groep                          |
| 14   | Libelle                   | 433.293      | Sanoma                                    |
| 15   | Mikro Gids (KRO)          | 378.448      | Bindinc.                                  |
| 16   | Het Volkskrant Magazine   | 351.562      | De Persgroep                              |
| 17   | ANBO Magazine             | 350.432      | ANBO                                      |
| 18   | Donald Duck               | 306.984      | Sanoma                                    |
| 19   | VARAgids                  | 299.993      | VARA                                      |
| 20   | Mediazine                 | 299.000      | Media Markt Saturn                        |
| 21   | AVRObode (AVRO)           | 197.600      | Senior Publications Nederland             |
| 22   | PLUS Magazine             | 182.000      | Riksbyggen (Bayard & Roularta)            |
| 23   | GOLFjournaal              | 252.712      | Sanoma                                    |
| 24   | Margriet                  | 245.583      | Sanoma                                    |
| 25   | Wij Jonge Ouders          | 159.200      | Wegener                                   |
| 26   | NCRV-gids                 | 224.809      | Bindinc.                                  |
| 27   | Tennis Magazine           | 224.194      | Springer Media                            |
| 28   | VPRO Gids                 | 215.776      | VPRO                                      |
| 29   | Happinez                  | 204.142      | Happinez                                  |
| 30   | PrimaOuders               | 197.437      | EDG Media                                 |
| 31   | Nestor                    | 190.275      | Unie KBO                                  |
| 32   | Quest                     | 185.668      | Gruner + Jahr                             |
| 33   | Privé                     | 182.016      | Telegraaf Media Groep                     |
| 34   | Linda                     | 173.551      | Sanoma                                    |
| 35   | TV Krant (TROS)           | 170.876      | Hilversumse Media Compagnie               |
| 36   | Flying Dutchman (KLM)     | 161.538      | Hemels Publishers                         |
| 37   | De Zaak                   | 155.001      | Swedish Association of Graduate Engineers |
| 38   | Voetbal International     | 151.565      | WPG Uitgevers                             |
| 39   | Glamour                   | 148.314      | Gruner + Jahr                             |
| 40   | Weekend                   | 146.615      | Audax                                     |
| 41   | TeleVizier (AVRO)         | 141.482      | Bindinc.                                  |
| 42   | KRO Magazine              | 133.559      | Bindinc.                                  |
| 43   | Elsevier                  | 130.932      | Reed Business                             |
| 44   | Visie                     | 129.112      | Evangelische Omroep                       |
| 45   | VT Wonen                  | 124.766      | Sanoma                                    |
| 46   | TVFilm (AVRO)             | 124.701      | Bindinc.                                  |
| 47   | Nummer 1                  | 120.465      | Nummer 1                                  |
| 48   | NL Landelijk              | 117.575      | AKP Media                                 |
| 49   | National Geographic       | 115.642      | Gruner + Jahr                             |
| 50   | TKMST Magazine            | 114.350      | TKMST Media                               |

### Neuseeland
Dies ist eine Liste neuseeländischer Zeitschriften sortiert nach ihrer Auflagenhöhe im ersten Halbjahr 2011.
| Rang | Name                           | Auflagenhöhe | Gründungsjahr | Verlag                             |
| ---- | ------------------------------ | ------------ | ------------- | ---------------------------------- |
| 1    | AA Directions                  | 546.929      | 1991          | New Zealand Automobile Association |
| 2    | Skywatch                       | 523.029      | 1992          | Sky Network Television             |
| 3    | Habitat                        | 201.184      | 2004          | Resene Paints                      |
| 4    | TV Guide                       | 142.350      | 1986          | Fairfax Media                      |
| 5    | New Zealand Woman’s Day        | 106.589      | 1989          | Bauer Media Group                  |
| 6    | Ingenio                        | 90.793       | 2003          | University of Auckland             |
| 7    | Straight Furrow                | 84.505       | 1933          | Fairfax Media                      |
| 8    | AgTrader                       | 82.632       | 1990          | Fairfax Media                      |
| 9    | New Zealand Woman’s Weekly     | 82.040       | 1932          | APN News & Media                   |
| 10   | Australian Women’s Weekly      | 81.785       | 1987          | Bauer Media Group                  |
| 11   | Rural News                     | 80.327       | 1988          | Rural News Group                   |
| 12   | The New Zealand Farmers Weekly | 79.679       | 2003          | NZX Agri                           |
| 13   | Your Pregnancy                 | 69.433       | 1995          | Bounty                             |
| 14   | New Zealand Listener           | 64.072       | 1939          | Bauer Media Group                  |
| 15   | Reader’s Digest                | 56.249       | 1950          | The Reader’s Digest Association    |
| 16   | Your Baby                      | 55.016       | 2007          | Bounty                             |
| 17   | Cuisine                        | 53.655       | 1987          | Fairfax Media                      |
| 18   | Healthy Food Guide             | 50.328       | 2005          | Healthy Life Media                 |
| 19   | NZ House & Garden              | 49.232       | 1994          | Fairfax Media                      |
| 20   | New Zealand Gardener           | 47.729       | 1944          | Fairfax Media                      |
| 21   | New Idea                       | 46.040       | 1992          | Pacific Magazines                  |
| 22   | The Foodtown Magazine          | 47.127       | 2001          | Progressive Enterprises            |
| 23   | Next                           | 43.954       | 1991          | Bauer Media Group                  |
| 24   | Country-Wide Magazine          | 41.921       | 1978          | NZX Agri                           |
| 25   | That’s Life!                   | 39.065       | 1997          | Pacific Magazines                  |

### Österreich
Dies ist eine Liste österreichischer Zeitschriften sortiert nach den Jahresdurchschnittswerten der Druckauflage 2013.
| Rang | Name                             | Auflagenhöhe | Verlag                                                                          |
| ---- | -------------------------------- | ------------ | ------------------------------------------------------------------------------- |
| 1    | auto touring                     | 1.614.092    | ÖAMTC-Verlag, Gesellschaft m.b.H.                                               |
| 2    | BESSER Entertainment & Lifestyle | 1.134.406    | Sky Österreich Fernsehen GmbH                                                   |
| 3    | active beauty                    | 1.118.250    | dm drogerie markt GmbH                                                          |
| 4    | Weekend Magazin                  | 1.060.239    | Weekend Magazin GmbH                                                            |
| 5    | complete Magazin                 | 642.088      | card complete Service Bank AG (Hrsg.)                                           |
| 6    | Wohnzeit                         | 606.154      | Styria Multi Media AG & Co KG / S'Bausparkasse                                  |
| 7    | Wirtschaftskammerzeitungen       | 480.838      |                                                                                 |
| 8    | Frisch gekocht                   | 403.814      | Frisch Gekocht / BILLA AG                                                       |
| 9    | friends                          | 400.000      | Merkur Warenhandels AG                                                          |
| 10   | Die ganze WOCHE                  | 389.418      | Die ganze Woche GmbH                                                            |
| 11   | FREIE FAHRT                      | 329.970      | ARBÖ                                                                            |
| 12   | Unsere Generation                | 240.039      | seniormedia marketing ges.m.b.H                                                 |
| 13   | tv media                         | 232.815      | Verlagsgruppe NEWS Gesellschaft m.b.H.                                          |
| 14   | Servus in Stadt & Land           | 220.745      | Red Bull Media House GmbH                                                       |
| 15   | Gesund & Leben in NÖ             | 199.878      | Ärzteverlag GmbH                                                                |
| 16   | WOMAN                            | 178.223      | Verlagsgruppe NEWS Gesellschaft m.b.H.                                          |
| 17   | Diners Club Magazin              | 170.795      | MediaUnit Verlags GesmbH & Co KG                                                |
| 18   | NEWS                             | 162.644      | Verlagsgruppe NEWS Gesellschaft m.b.H.                                          |
| 19   | TOPIC                            | 147.818      | KinderZeitung Zeitschriften und VerlagsGesmbH / Österreichisches Jugendrotkreuz |
| 20   | Maxima                           | 123.112      | Rewe Group Verlag GmbH                                                          |
| 21   | ORF nachlese                     | 106.391      | ORF-Enterprise GmbH & Co KG                                                     |
| 22   | Die Hundezeitung                 | 100.000      | CMC Pet Partner GmbH                                                            |
| 23   | Wiener Wirtschaft                | 98.470       | Wirtschaftskammer Wien                                                          |
| 24   | profil                           | 91.036       | Verlagsgruppe NEWS Gesellschaft m.b.H.                                          |
| 25   | Wienerin                         | 91.000       | Styria Multi Media Ladies GmbH & Co KG                                          |

### Russland
Dies ist eine Liste russischer Zeitschriften sortiert nach Auflagenhöhe.
| Rang | Name                         | Auflagenhöhe | Verlag                                       |
| ---- | ---------------------------- | ------------ | -------------------------------------------- |
| 1    | Cosmopolitan                 | 980.000      | Independent Media Sanoma Magazines           |
| 2    | Glamour                      | 730.000      | Condé Nast Publications/Advance Publications |
| 3    | Maxim                        | 390.000      |                                              |
| 4    | Psychologies                 | 360.000      | Hachette Filipacchi Shkulev                  |
| 5    | Hello!                       | 350.000      |                                              |
| 6    | Good Housekeeping            | 230.000      | Independent Media Sanoma Magazines           |
| 7    | National Geographic          | 230.000      | Independent Media Sanoma Magazines           |
| 8    | ELLE                         | 220.000      | Hachette Filipacchi Shkulev                  |
| 9    | Cosmopolitan Shopping        | 200.000      | Independent Media Sanoma Magazines           |
| 10   | Igromania                    | 180.000      | Tehnomir                                     |
| 11   | Men’s Health                 | 160.000      | Independent Media Sanoma Magazines           |
| 12   | Playboy                      | 160.000      | Burda                                        |
| 13   | Vogue                        | 150.000      | Condé Nast Publications/Advance Publications |
| 14   | L'Officiel                   | 150.000      |                                              |
| 15   | Elle Girl                    | 140.000      | Hachette Filipacchi Shkulev                  |
| 16   | XXL                          | 140.000      | IDR                                          |
| 17   | Esquire                      | 125.000      | Independent Media Sanoma Magazines           |
| 18   | Marie Claire                 | 125.000      | Hachette Filipacchi Shkulev                  |
| 19   | Harper’s Bazaar              | 120.000      | Independent Media Sanoma Magazines           |
| 20   | Tatler                       | 120.000      | Condé Nast Publications/Advance Publications |
| 21   | Forbes Magazine              | 120.000      | Axel Springer Russia                         |
| 22   | OK!                          | 120.000      | Axel Springer Russia                         |
| 23   | InStyle                      | 120.000      |                                              |
| 24   | FHM                          | 110.000      | IDR                                          |
| 25   | Rolling Stone                | 110.000      | SPN Publishing                               |
| 26   | GQ                           | 100.000      | Condé Nast Publications/Advance Publications |
| 27   | GQ Style                     | 100.000      | Condé Nast Publications/Advance Publications |
| 28   | Computer Bild                | 100.000      | Axel Springer Russia                         |
| 29   | Sportweek                    | 100.000      | Global Media Group                           |
| 30   | PC Igry                      | 85.000       | Gameland                                     |
| 31   | Strana Igr                   | 80.000       | Gameland                                     |
| 32   | CHIP                         | 70.000       | Hubert Burda Media                           |
| 32   | Wedding                      | 70.000       | Global Media Group                           |
| 33   | AD / Architectural Digest    | 60.000       | Condé Nast Publications/Advance Publications |
| 34   | Русский Newsweek (abgesetzt) | 55.000       | Axel Springer Russia                         |
| 35   | Navigator Igrovogo Mira      | 52.000       | Navigator Publishing                         |
| 36   | Collezioni                   | 50.000       | Global Media Group                           |

### Spanien
Die ist eine Liste spanischer Zeitschriften sortiert nach ihrer Auflagenhöhe im Jahr 2010.
| Rang | Name                               | Auflagenhöhe | Verlag              |
| ---- | ---------------------------------- | ------------ | ------------------- |
| 1    | Pronto                             | 940.042      | Publicaciones Heres |
| 2    | ¡Hola!                             | 481.420      | Hola                |
| 3    | Diez Minutos                       | 345.386      | Hearst Magazines    |
| 4    | Que Me Dices                       | 261.877      | Hearst Magazines    |
| 5    | Cuore                              | 230.923      | Grupo Zeta          |
| 6    | Glamour                            | 226.040      | Condé Nast          |
| 7    | Lecturas                           | 203.141      | RBA Revistas        |
| 8    | Saber Vivir                        | 201.184      | RBA Revistas        |
| 9    | Telva                              | 190.840      | Unidad Editorial    |
| 10   | Elle                               | 184.155      | Hearst Magazines    |
| 11   | Semana                             | 178.337      | Semana              |
| 12   | Woman                              | 178.105      | Grupo Zeta          |
| 13   | National Geographic                | 176.905      | RBA Revistas        |
| 14   | Muy Interesante                    | 175.329      | G+J                 |
| 15   | Stylissimo                         | 142.100      | Stylissimo          |
| 16   | Cosas de Casa                      | 141.843      | RBA Revistas        |
| 17   | Lecturas Cocina Fácil              | 131.860      | RBA Revistas        |
| 18   | Cosmopolitan                       | 128.313      | G+J                 |
| 19   | Clara                              | 127.744      | RBA Revistas        |
| 20   | El Mueble                          | 127.695      | RBA Revistas        |
| 21   | Casa Diez                          | 126.834      | Hearst Magazines    |
| 22   | Vogue                              | 125.067      | Condé Nast          |
| 23   | Mía                                | 113.726      | G+J                 |
| 24   | AR La Revista de Ana Rosa Quintana | 106.086      | Hearst Magazines    |
| 25   | InStyle                            | 103.734      | RBA Revistas        |
| 26   | Quo                                | 102.631      | Hearst Magazines    |

### Schweden
Dies ist eine Liste schwedischer Zeitschriften sortiert nach ihrer Auflagenhöhe.
| Rang | Name                         | Auflagenhöhe | Verlag                                          |
| ---- | ---------------------------- | ------------ | ----------------------------------------------- |
| 1    | Buffé                        | 2.019.500    | ICA                                             |
| 2    | Coop Mersmak                 | 945.000      | Coop Sverige                                    |
| 3    | IKEA Family Live             | 646.000      | IKEA                                            |
| 4    | Hem & Hyra                   | 537.400      | Hyresgästföreningens                            |
| 5    | Kommunalarbetaren            | 535.500      | Swedish Municipal Workers' Union                |
| 6    | Kollega                      | 484.000      | Unionen                                         |
| 7    | Hemma i HSB                  | 444.800      | HSB                                             |
| 8    | Dagens Arbete                | 442.600      | IF Metall, GS & Pappers                         |
| 9    | Villaägaren                  | 321.300      | Villaägarnas Riksförbund                        |
| 10   | Svensk Golf                  | 315.000      | Swedish Golf Federation                         |
| 11   | PRO Pensionären              | 303.200      | Swedish National Pensioners' Organisation       |
| 12   | Stadium Magazine             | 287.500      | Stadium                                         |
| 13   | Lärarnas Tidning             | 228.700      | Swedish Teachers' Union                         |
| 14   | Pedagogiska Magasinet        | 223.600      | Swedish Teachers' Union                         |
| 15   | Röda Korsets Tidning – Henry | 219.200      | Swedish Red Cross                               |
| 16   | Studentliv                   | 214.400      | Swedish Confederation of Professional Employees |
| 17   | Allers                       | 209.900      | Aller Media                                     |
| 18   | Veteranen                    | 204.300      | Swedish Pensioners' Association                 |
| 19   | Hemmets Journal              | 202.100      | Egmont                                          |
| 20   | Land                         | 200.022      | LRF Media (Federation of Swedish Farmers)       |
| 21   | Hemmets Veckotidning         | 197.600      | Aller Media                                     |
| 22   | Öppet Hus                    | 182.000      | Riksbyggen                                      |
| 23   | Live Life                    | 169.800      | Life Europe                                     |
| 24   | Turist                       | 160.700      | Svenska Turistföreningen                        |
| 25   | SKTF-tidningen               | 159.200      | Swedish Union of Local Government Officers      |
| 26   | Icakuriren                   | 158.100      | Forma Magazines                                 |
| 27   | Året Runt                    | 155.600      | Aller Media                                     |
| 28   | Ny Teknik                    | 155.500      | Talentum                                        |
| 29   | Svensk Damtidning            | 149.600      | Aller Media                                     |
| 30   | Handelsnytt                  | 147.900      | Swedish Commercial Employees' Union             |
| 31   | SKPF Här&Nu                  | 149.600      | Just Media                                      |
| 32   | Båtliv                       | 147.100      | Swedish Yachting Association                    |
| 33   | Arbetsliv                    | 143.900      | Prevent (Swedish Enterprise, LO & PTK)          |
| 34   | Svensk Jakt                  | 141.900      | Swedish Hunters Association                     |
| 35   | Svensk Jakt NYHETER          | 139.100      | Swedish Hunters Association                     |
| 36   | Hänt Extra                   | 129.500      | Aller Media                                     |
| 37   | Ingenjören                   | 124.800      | Swedish Association of Graduate Engineers       |
| 38   | Land Lantbruk                | 118.700      | LRF Media (Federation of Swedish Farmers)       |
| 39   | Vi Bilägare                  | 118.400      | OK-förlaget                                     |
| 40   | Allas                        | 117.900      | Aller Media                                     |
| 41   | Motor                        | 117.300      | Motormännens Riksförbund                        |
| 42   | Illustrerad Vetenskap        | 116.000      | Bonnier                                         |
| 43   | Barn                         | 115.700      | Rädda Barnen                                    |
| 44   | Byggnadsarbetaren            | 114.900      | Swedish Building Workers' Union                 |
| 45   | Se & Hör                     | 112.800      | Aller Media                                     |
| 46   | Vårdfokus                    | 112.400      | Swedish Association of Health Professionals     |
| 47   | Maison Créative              | 112.000      | Swedish Society for Nature Conservation         |
| 48   | Chef                         | 110.800      | Chef Stockholm                                  |
| 49   | Femina                       | 104.100      | Aller Media                                     |
| 50   | amelia                       | 100.100      | Bonnier                                         |

### Vereinigtes Königreich
Dies ist eine Liste britischer Zeitschriften sortiert mach ihrer Auflagenhöhe im ersten Halbjahr 2011.
| Rang | Name                         | Auflagenhöhe | Publisher                                    |
| ---- | ---------------------------- | ------------ | -------------------------------------------- |
| 1    | Asda Magazine                | 1.980.740    | Publicis-Blueprint                           |
| 2    | Tesco Magazine               | 1.928.687    | Cedar Communications/Omnicom Group           |
| 3    | TV Choice                    | 1.354.761    | Bauer                                        |
| 4    | What’s On TV                 | 1.274.035    | IPC Media/Time Warner                        |
| 5    | Tesco Real Food              | 1.216.875    | Cedar Communications/Omnicom Group           |
| 6    | Morrisons Magazine           | 1.137.383    | Result Customer Communications               |
| 7    | Radio Times                  | 901.036      | Immediate Media Company                      |
| 8    | Sense (RBS)                  | 834.954      | John Brown Group                             |
| 9    | Take a Break                 | 803.555      | Bauer                                        |
| 10   | Saga Magazine                | 617.411      | Acromas Holdings                             |
| 11   | Birds                        | 612.461      | Royal Society for the Protection of Birds    |
| 12   | Glamour                      | 530.060      | Condé Nast Publications/Advance Publications |
| 13   | Shortlist                    | 523.665      | Shortlist Media                              |
| 14   | new!                         | 515.975      | Northern and Shell                           |
| 15   | John Lewis Edition           | 474.579      | John Brown Group                             |
| 16   | OK!                          | 473.167      | Northern and Shell                           |
| 17   | Closer                       | 459.693      | Bauer                                        |
| 18   | ASOS.com Magazine            | 452.000      | Seven Squared                                |
| 19   | Reader’s Digest              | 441.630      | Better Capital                               |
| 20   | Good Housekeeping            | 430.878      | Nat Mags/Hearst                              |
| 21   | Stylist                      | 426.396      | Shortlist Media                              |
| 22   | Hello!                       | 413.311      | ¡Hola!                                       |
| 23   | Star                         | 405.688      | Northern and Shell                           |
| 24   | electric!                    | 400.000      | Virgin Media                                 |
| 25   | Emma’s Diary Pregnancy Guide | 396.815      | Lifecycle Marketing                          |
| 26   | Chat                         | 391.749      | IPC Media/Time Warner                        |
| 27   | Cosmopolitan                 | 386.852      | Nat Mags/Hearst                              |
| 28   | Woman & Home                 | 370.284      | IPC Media/Time Warner                        |
| 29   | Benhealth                    | 351.173      | Caspian Media                                |
| 30   | Slimming World               | 349.566      | Slimming World                               |
| 31   | Waitrose Kitchen             | 346.704      | John Brown Group                             |
| 32   | The Garden                   | 344.623      | Royal Horticultural Society                  |
| 33   | Woman’s Weekly               | 339.993      | IPC Media/Time Warner                        |
| 34   | Heat                         | 326.677      | Bauer                                        |
| 35   | That’s Life!                 | 321.332      | Bauer                                        |
| 36   | Reveal                       | 311.176      | Nat Mags/Hearst                              |
| 37   | Now                          | 309.202      | IPC Media/Time Warner                        |
| 38   | Sport                        | 306.217      | UTV Media                                    |
| 39   | National Geographic          | 304.928      | National Geographic Society                  |
| 40   | Look                         | 300.161      | IPC Media/Time Warner                        |
| 41   | BBC Good Food                | 294.720      | Immediate Media Company                      |
| 42   | TVTimes                      | 290.303      | IPC Media/Time Warner                        |
| 43   | Woman                        | 286.731      | IPC Media/Time Warner                        |
| 44   | Yours                        | 285.890      | Bauer                                        |
| 45   | Best                         | 280.218      | Nat Mags/Hearst                              |
| 46   | Prima                        | 280.207      | Nat Mags/Hearst                              |
| 47   | The People’s Friend          | 268.230      | D. C. Thomson & Co.                          |
| 48   | BBC Gardeners' World         | 265.328      | Immediate Media Company                      |
| 49   | Pick Me Up                   | 261.588      | IPC Media/Time Warner                        |
| 50   | Sainsbury’s Magazine         | 255.072      | Seven Squared                                |

### Vereinigte Staaten von Amerika
Dies ist eine Liste von Zeitschriften aus den Vereinigten Staaten sortiert nach bezahlten Auflagen in der zweiten Hälfte des Jahres 2012 laut der Alliance for Audited Media.
| Rang | Name                         | bezahlte Auflagen | Gründungsjahr | Verlag                                                |
| ---- | ---------------------------- | ----------------- | ------------- | ----------------------------------------------------- |
| 1    | AARP The Magazine            | 22.721.661        | 1958          | AARP                                                  |
| 2    | AARP Bulletin                | 22.403.427        | 1960          | AARP                                                  |
| 3    | Game Informer                | 7.864.326         | 1991          | GameStop                                              |
| 4    | Better Homes and Gardens     | 7.621.456         | 1922          | Meredith                                              |
| 5    | Reader’s Digest              | 5.527.183         | 1922          | The Reader’s Digest Association                       |
| 6    | Good Housekeeping            | 4.354.740         | 1885          | Hearst Magazines                                      |
| 7    | Family Circle                | 4.143.942         | 1932          | Meredith                                              |
| 8    | National Geographic          | 4.125.152         | 1888          | National Geographic Society                           |
| 9    | People                       | 3.637.633         | 1974          | Time Inc. (Time Warner)                               |
| 10   | Woman’s Day                  | 3.374.479         | 1931          | Hearst Magazines                                      |
| 11   | Time                         | 3.281.175         | 1923          | Time Inc. (Time Warner)                               |
| 12   | Taste of Home                | 3.268.549         | 1993          | The Reader’s Digest Association                       |
| 13   | Ladies' Home Journal         | 3.230.450         | 1883          | Meredith                                              |
| 14   | Sports Illustrated           | 3.174.888         | 1954          | Time Inc. (Time Warner)                               |
| 15   | Cosmopolitan                 | 3.023.884         | 1886          | Hearst Magazines                                      |
| 16   | Prevention                   | 2.921.618         | 1950          | Rodale                                                |
| 17   | Southern Living              | 2.867.235         | 1966          | Southern Progress Corporation/Time Inc. (Time Warner) |
| 18   | Maxim                        | 2.543.563         | 1997          | Alpha Media Group                                     |
| 19   | AAA Living                   | 2.455.280         |               | American Automobile Association                       |
| 20   | O, The Oprah Magazine        | 2.439.747         | 2000          | Hearst Magazines                                      |
| 21   | Glamour                      | 2.324.170         | 1939          | Condé Nast Verlag (Advance Publications)              |
| 22   | The American Legion Magazine | 2.268.015         | 1926          | American Legion                                       |
| 23   | Parenting                    | 2.232.707         | 1987          | Bonnier                                               |
| 24   | Redbook                      | 2.214.603         | 1903          | Hearst Magazines                                      |
| 25   | ESPN The Magazine            | 2.142.937         | 1998          | ESPN                                                  |
| 26   | Smithsonian Magazine         | 2.131.660         | 1970          | Smithsonian Institution                               |
| 27   | FamilyFun                    | 2.093.858         | 1991          | Meredith                                              |
| 28   | Martha Stewart Living        | 2.085.036         | 1990          | Martha Stewart Living Omnimedia                       |
| 29   | Parents                      | 2.058.669         | 1926          | Meredith                                              |
| 30   | Seventeen                    | 2.034.662         | 1944          | Hearst Magazines                                      |
| 31   | Real Simple                  | 2.028.998         | 2000          | Time Inc. (Time Warner)                               |
| 32   | TV Guide                     | 2.026.624         | 1953          | OpenGate Capital                                      |
| 33   | Us Weekly                    | 1.964.446         | 1977          | Wenner Media                                          |
| 34   | Money                        | 1.923.959         | 1972          | Time Inc. (Time Warner)                               |
| 35   | Men’s Health                 | 1.901.100         | 1987          | Rodale                                                |
| 36   | Cooking Light                | 1.822.968         | 1987          | Southern Progress Corporation/Time Inc. (Time Warner) |
| 37   | InStyle                      | 1.801.701         | 1994          | Time Inc. (Time Warner)                               |
| 38   | Entertainment Weekly         | 1.781.315         | 1990          | Time Inc. (Time Warner)                               |
| 39   | Guideposts                   | 1.771.044         | 1945          | Guideposts                                            |
| 40   | Every Day with Rachael Ray   | 1.758.013         | 2005          | Meredith                                              |
| 41   | American Rifleman            | 1.731.416         | 1887          | National Rifle Association of America                 |
| 42   | Country Living               | 1.708.718         | 1978          | Hearst Magazines                                      |
| 43   | Food Network Magazine        | 1.686.791         | 2009          | Hearst Magazines                                      |
| 44   | Golf Digest                  | 1.658.742         | 1950          | Condé Nast Verlag (Advance Publications)              |
| 45   | Shape                        | 1.630.901         | 1981          | American Media                                        |
| 46   | American Baby                | 1.603.966         |               | Meredith                                              |
| 47   | Women’s Health               | 1.582.687         | 2005          | Rodale                                                |
| 48   | All You                      | 1.529.775         | 2004          | Time Inc. (Time Warner)                               |
| 49   | Newsweek                     | 1.528.081         | 1933          | The Newsweek Daily Beast Company                      |
| 50   | Fitness                      | 1.527.912         | 1992          | Meredith                                              |
| 51   | Bon Appétit                  | 1.511.327         | 1956          | Condé Nast Verlag (Advance Publications)              |
| 52   | Self                         | 1.492.959         | 1979          | Condé Nast Verlag (Advance Publications)              |
| 53   | Rolling Stone                | 1.471.403         | 1967          | Wenner Media                                          |
| 54   | Golf Magazine                | 1.414.002         | 1960          | Time Inc. (Time Warner)                               |
| 55   | Health                       | 1.382.615         | 1981          | Southern Progress Corporation/Time Inc. (Time Warner) |
| 56   | More                         | 1.336.545         | 1998          | Meredith                                              |
| 57   | Popular Science              | 1.323.041         | 1872          | Bonnier                                               |
| 58   | Vogue                        | 1.315.304         | 1892          | Condé Nast Verlag (Advance Publications)              |
| 59   | VFW Magazine                 | 1.311.545         | 1968          | Veterans of Foreign Wars                              |
| 60   | Playboy                      | 1.299.892         | 1953          | Playboy Enterprises                                   |
| 61   | Weight Watchers              | 1.293.187         | 1968          | Weight Watchers                                       |
| 62   | Ebony                        | 1.288.553         | 1945          | Johnson Publishing Company                            |
| 63   | Sunset                       | 1.264.832         | 1898          | Southern Progress Corporation/Time Inc. (Time Warner) |
| 64   | Birds & Blooms               | 1.257.132         | 1995          | The Reader’s Digest Association                       |
| 65   | Woman’s World                | 1.256.746         | 1981          | Bauer                                                 |
| 66   | Field & Stream               | 1.254.889         | 1895          | Bonnier                                               |
| 67   | Popular Mechanics            | 1.242.731         | 1902          | Hearst Magazines                                      |
| 68   | Vanity Fair                  | 1.237.606         | 1983          | Condé Nast Verlag (Advance Publications)              |
| 69   | Car and Driver               | 1.206.360         | 1955          | Hearst Magazines                                      |
| 70   | First                        | 1.205.876         | 1989          | Bauer                                                 |
| 71   | Elle                         | 1.135.737         | 1981          | Hearst Magazines                                      |
| 72   | The Family Handyman          | 1.128.484         | 1951          | The Reader’s Digest Association                       |
| 73   | Motor Trend                  | 1.111.659         | 1949          | Source Interlink                                      |
| 74   | Lucky                        | 1.109.835         | 2000          | Condé Nast Verlag (Advance Publications)              |
| 75   | Allure                       | 1.108.256         | 1991          | Condé Nast Verlag (Advance Publications)              |
| 76   | Essence                      | 1.104.871         | 1968          | Time Inc. (Time Warner)                               |
| 77   | Boys' Life                   | 1.098.328         | 1911          | Boy Scouts of America                                 |
| 78   | Everyday Food                | 1.076.675         | 1990          | Martha Stewart Living Omnimedia                       |
| 79   | The New Yorker               | 1.047.337         | 1925          | Condé Nast Verlag (Advance Publications)              |
| 80   | Teen Vogue                   | 1.045.813         | 2003          | Condé Nast Verlag (Advance Publications)              |
| 81   | Food & Family (Kraft Foods)  | 1.027.489         | 2000          | Meredith                                              |
| 82   | Bloomberg Businessweek       | 992.222           | 1929          | Bloomberg                                             |
| 83   | Travel + Leisure             | 988.648           | 1937          | American Express                                      |
| 84   | Midwest Living               | 976.351           | 1987          | Meredith                                              |
| 85   | Scouting                     | 974.475           | 1913          | Boy Scouts of America                                 |
| 86   | Marie Claire                 | 971.708           | 1994          | Hearst Magazines                                      |
| 87   | This Old House               | 966.312           | 1995          | Time Inc. (Time Warner)                               |
| 88   | Reminisce                    | 964.002           | 1991          | The Reader’s Digest Association                       |
| 89   | Food & Wine                  | 957.002           | 1978          | American Express                                      |
| 90   | GQ                           | 947.511           | 1957          | Condé Nast Verlag (Advance Publications)              |
| 91   | HGTV Magazine                | 939.317           | 2011          | Hearst Magazines                                      |
| 92   | Forbes Magazine              | 925.051           | 1917          | Forbes Inc.                                           |
| 93   | People StyleWatch            | 902.366           | 2002          | Time Inc. (Time Warner)                               |
| 94   | American Hunter              | 877.029           | 1973          | National Rifle Association of America                 |
| 95   | Traditional Home             | 868.445           | 1989          | Meredith                                              |
| 96   | Fortune                      | 841.380           | 1930          | Time Inc. (Time Warner)                               |
| 97   | The Economist                | 840.719           | 1843          | The Economist Group                                   |
| 98   | House Beautiful              | 835.895           | 2011          | Hearst Magazines                                      |
| 99   | Country                      | 826.092           | 1987          | The Reader’s Digest Association                       |
| 100  | Wired                        | 819.457           | 1993          | Condé Nast Verlag (Advance Publications)              |